# Joaquín Ruiz de Arbulo

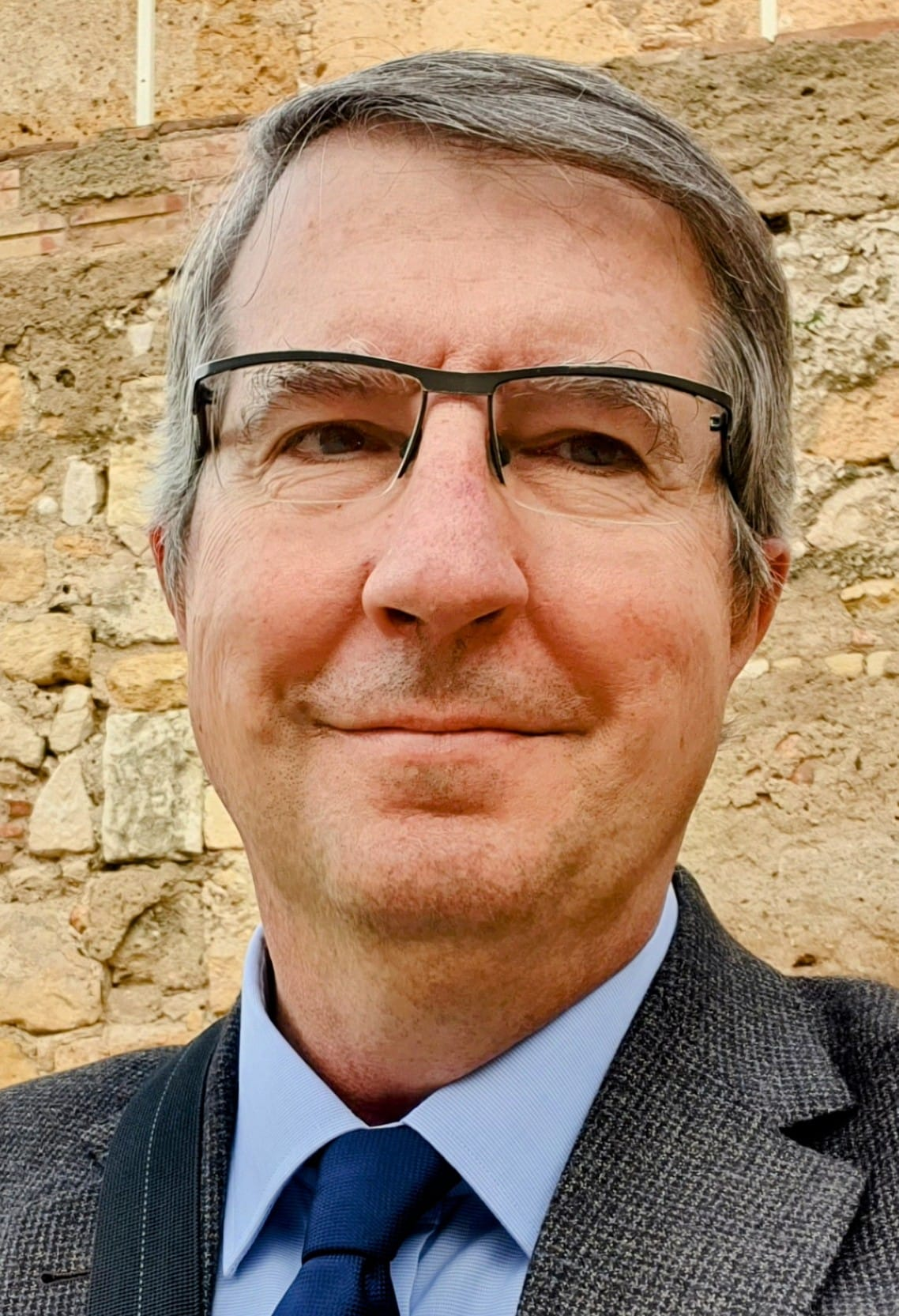
Retrat de l'arqueòleg Joaquin Ruiz de Arbulo

Joaquín Ruiz de Arbulo Bayona (Tudela, 1958) és arqueòleg, investigador i catedràtic d’Arqueologia de la Universitat Rovira i Vigili de Tarragona.
Es formà a la Universitat de Barcelona, on fou deixeble de J. Maluquer de Motes i de M. Tarradell i on es llicencià en Geografia i Història (1981). Es doctorà a la mateixa universitat en Prehistòria i Història Antiga (1986).
Al 1982 va ser un dels introductors a Espanya dels nous sistemes de registres en excavacions arqueològiques i dels diagrames o matrius estratigràfiques de Harris. Investigador de la ciutat grega i romana d’Empúries, en va fer la tesi doctoral, a més de la publicació de dos llibres i de diversos articles.
Va fer diferents estades a Roma (a l'Escola Espanyola d'Història i Arqueologia) i a Pompeia. Va ser coordinador del Taller Escola d´Arqueologia (TED´A) de Tarragona 1986-1989 que dirigí l’arqueòleg Xavier Dupré. També s'ha dedicat a la investigació de la Tarraco romana i va ser codirector d'excavacions en el Teatre Romà de Tarragona.
Ha col·laborat amb el professor Ricardo Mar en les excavacions del santuari de Serapis a Òstia Antica i més tard del Campus della Magna Mater. És membre de l'equip investigador de la caupona de Vetutius Placidus a Pompeia i director del projecte europeu Simulacra Romae. 

Va ser professor titular de Arqueologia de Grècia i Roma a Universitat de Lleida i des del 2000 de la Universitat Rovira i Virgili (URV) de Tarragona, d’on és catedràtic d’Arqueologia de Grècia i Roma des del 2010. També és investigador de l'Institut Català d’ Arqueologia Clàssica, assessor d'Arqueologia de la Generalitat de Catalunya, col·laborador tècnic de la candidatura de Tarragona romana per a Patrimoni Mundial, membre fundador de la Revista d'Arqueologia de Ponent, membre del grup d’investigació Seminari de Topografia Antiga, i president del comité organizador i editor dels congressos internacionals Tarraco Biennal, entre d'altres.
Expert en arqueologia urbana, ha estudiat l'arquitectura i l'urbanisme romà des del seu vessant arqueològic, econòmic i social, així com l'arqueologia dels santuaris en el món antic i la influència del món clàssic en la cultura ibèrica. També s'ha dedicat de manera destacada a la divulgació del patrimoni.

## Obres destacades
- Joaquin RUIZ DE ARBULO 2017. Roma explicada als joves (i als no tan joves). Barcelona: Editorial Viena.
- Ricardo MAR; Joaquin RUIZ DE ARBULO, Ferran GRIS, David VIVO, Jose Alejandro BELTRAN 2018. Hereus de Tarraco. Tarragona Patrimoni Mundial. Tarragona: Arola Eds.
- Ricardo MAR; Joaquin RUIZ DE ARBULO, David VIVO, Jose Alejandro BELTRAN, Ferran GRIS 2015. Tarraco. Arquitectura y urbanismo de una capital provincial romana. Volumen II. La ciudad imperial, Tarragona: Universitat Rovira i Virgili. ISBN 978-84-942034-3-5.
- Joaquin RUIZ DE ARBULO y Jordi LOPEZ, 2021: De Oriente a Occidente. Una letra de cingulum militare hallada en el agger tarraconensis, Gladius. Estudios sobre armas antiguas, arte militar y vida cultural en oriente y occidente, 41, Madrid: CSIC, 121-128.
- Joaquin RUIZ DE ARBULO, 2021. Tarraco. Public architecture and society. Seven centuries of Roman history (II BC - V AD) / Tarraco. Arquitectura pública y sociedad. Siete siglos de historia romana (II a.C.- V d.C.), en: Lamia Ben Abid, Fernando Prados y Mohamed Grira (coords). De Carthage à Carthagène. Bâtir en Afrique et en Ibérie durant l'Antiquité (Túnez, mayo 2019), Alicante: INAPH, 2021, 321-167.
- Joaquin RUIZ DE ARBULO, 2020. La basílica visigotica martirial del anfiteatro de Tarraco treinta años después,  En: MATEOS, P. y MORAN, C.J. (eds). Exemplum et Spolia La reutilización arquitectónica en la transformación del paisaje urbano de las ciudades históricas MYTRA 7, 2020: 503-519.
- Joaquin RUIZ DE ARBULO y Jose Javier Guidi-Sanchez, 2020. Dos visiones de Tarraco en los años 122 y 420 d.C. Continuidad y ruptura de un tejido urbano. En: J.M. Noguera and M. Holcina eds. Ruptura y continuidad. El callejero de la ciudad clásica en el tránsito del Alto Imperio a la Antigüedad Tardía Alicante: MARQ. Museo Arqueológico de Alicante, 2020
- Joaquin RUIZ DE ARBULO, 2019. Isis (y Serapis), dioses de la navegación y del comercio marítimo. Vida cotidiana en un santuario egipcio. In J. M. Noguera Celdrán - A. Cánovas Alcaraz - M.ª J. Madrid Balanza - I. Martínez Peris (eds.), Barrio del Foro Romano. Molinete, Cartagena. Santuario de Isis y Serapis (Insula II). Proyecto integral de recuperación y conservación. Cartagena: Cartagena Puerto de Culturas. CL.
- Joaquin RUIZ DE ARBULo y Ferran GRIS, 2018. El sepulcro turriforme conocido como la Torre de los Escipiones (Tárraco, Hispania citerior). Una nueva restitución con propuesta sobre su dedicante, Revista d'Arqueologia de Ponent, 28, 145-163. AR
- Jesus CARRUESCO y Joaquin RUIZ DE ARBULO 2018, Certamina en el circo de Tarraco como espectáculos provinciales, Tarraco Biennal. 3r Congrés Internacional d'Arqueologia i Món Antic La glòria del circ. Curses de carros i competicions circenses. In memoriam Xavier Dupré i Raventós (Tarragona, 16-19 de novembre de 2016), 301-306.
- Lidia COLOMINAS y Joaquin RUIZ DE ARBULO 2018, Caballos en el circo. Arquitectura y arqueozoología. Tarraco Biennal. 3r Congrés Internacional d'Arqueologia i Món Antic La glòria del circ. Curses de carros i competicions circenses. In memoriam Xavier Dupré i Raventós (Tarragona, 16-19 de novembre de 2016), 277-284.
- Ricardo MAR, Diana GOROSTIDI, Joaquin RUIZ DE ARBULO 2018. Tarraco. Town and society in a 2nd-century AD Roman provincial capital. In: Social Interactions and Status Markers in the Roman World Edited by George CUPCEA and Rada VARGA, Archaeopress Roman Archaeology 37, Oxford.
- Francesc Rodriguez y Joaquin RUIZ DE ARBULO 2016. Un aequipondium de peso excepcional y la balanza pública del puerto de Tarraco. Archivo Español de Arqueología, 89, 163-180.
- Joaquin RUIZ DE ARBULO, Ricardo MAR, David VIVO 2015. El capitolio de Tarraco. En: J. PISO (Dir y Ed) Trajan und seine Städte (Cluj-Napoca 2013), Cluj-Napoca: Mega Verlag, 2015, 37-68. ISBN 978-606-543-560-5
- Joaquin RUIZ DE ARBULO 2014. El signaculum de Caius Valerius Avitus, duoviro de Tarraco y propietario de la villa de Els Munts (Altafulla). Pyrenae, 45 (1), 2014, 125-151.
- Joaquin RUIZ DE ARBULO 2014. La legio Martia y la fundación de la colonia Tarraco. En: Tarraco Biennal. 1er Congres Internacional d'Arqueologia i Món Antic. Homenatge a Géza Alföldy (Tarragona 2012). Tarragona. 263-278. ISBN 978-84-616675-2-9.
- Joaquin RUIZ DE ARBULO, Ricardo MAR, David VIVO 2014. Los genios de los conventus iuridici y el lugar de rueniones del concilium provinciae Hispaniae citerioris. En: Begoña SOLER, Pedro MATEOS; Jose Miguel NOGUERA; Joaquin RUIZ DE ARBULO (Eds.). Las sedes de los ordines decurionum en Hispania. Análisis arquitectónico y modelo tipológico (Mérida, 14-16 de septiembre de 2011). Anejos del AEspA 67, Madrid: IAM, 25-42. ISBN 978-84-00-09771-4.